# Приморське (Маріуполь)

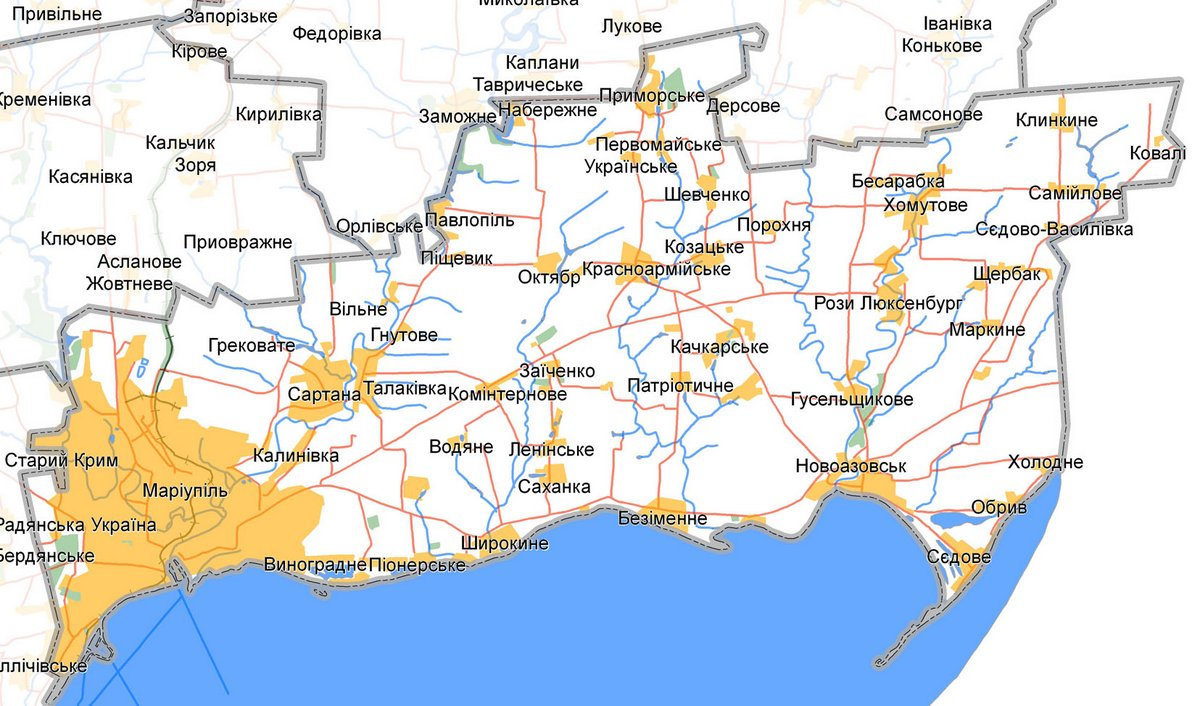
На карті Новоазовського району

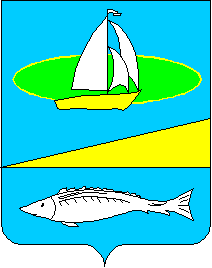
Герб села Приморського

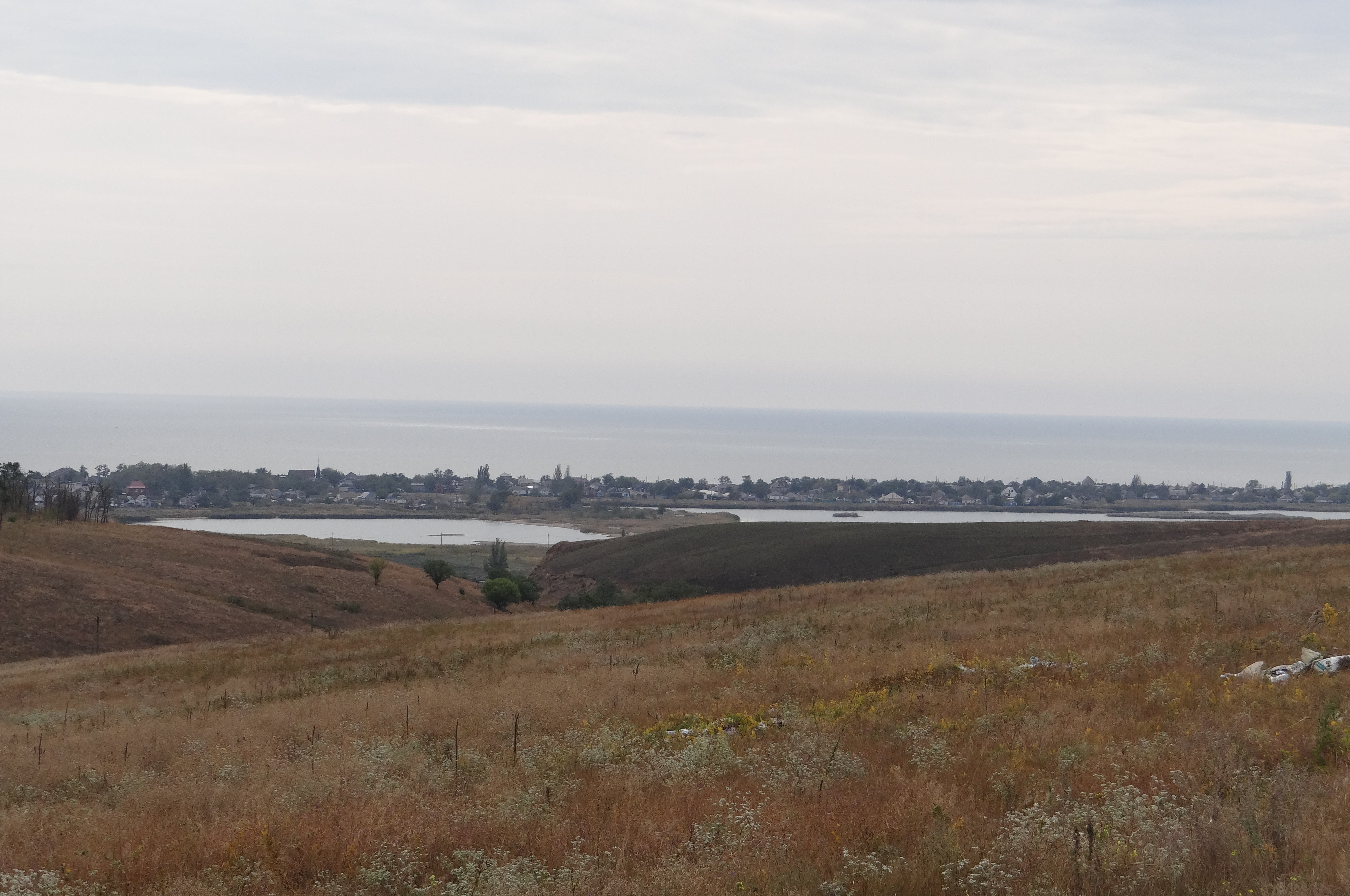
Вид на Приморське з пагорба

47°05′02″ пн. ш. 37°42′39″ сх. д. / 47.083888888889° пн. ш. 37.710833333333° сх. д.
Приморське — місцевість у Лівобережному районі Маріуполя, колишнє село Донецької області.

## Загальні відомості
Площа — 3,6 км², населення — 365, густота — 101,4 мешканців на км²
Щопівгодини через Приморське проходить автобус № 67 за маршрутом Сопине — Маріуполь (стан 3600, заводоуправління «Азовсталі»). Завдяки сприятливому кліматичному розташуванню (у долині між морем та старим береговим пагорбом) Приморське є значним постачальником городини на ринки Маріуполя, Донецька та багатьох інших містечок та сіл Донеччини.
До 2015 року Приморське було селом. Виключене з облікових даних 5 червня 2015 року у зв'язку з включенням у межі міста Маріуполя.

## Історія
Рейхенфельд/Reichenfeld (Багатівка; також Бірт/Birten-Chutor, Багатопільська) до 1917 — лютеранське село області Війська Донського, Таганрозький округ Павлопільської волості; у радянські часи — Сталінська область, Тельманівський (Остгаймський) німецький/Старо-Каранський/Будьонівський (Ново-Миколаївський) район. Євангелістські приходи Ґрюнау та Розенфельд. Мешканців: 81 (1873), 165 (1904), 207 (1924).
7 (20) листопада 1917 року, відповідно до Третього Універсалу Української Центральної Ради, увійшло до складу Української Народної Республіки.  

## Населення
За даними перепису 2001 року населення села становило 408 осіб, із них 44,61 % зазначили рідною мову українську та 55,39 % — російську.